# Аварійне фонтанування

Рис. 1. Нафтовий фонтан на родовищі Локбатан. 1933 р.

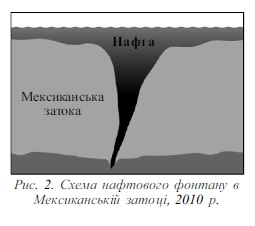

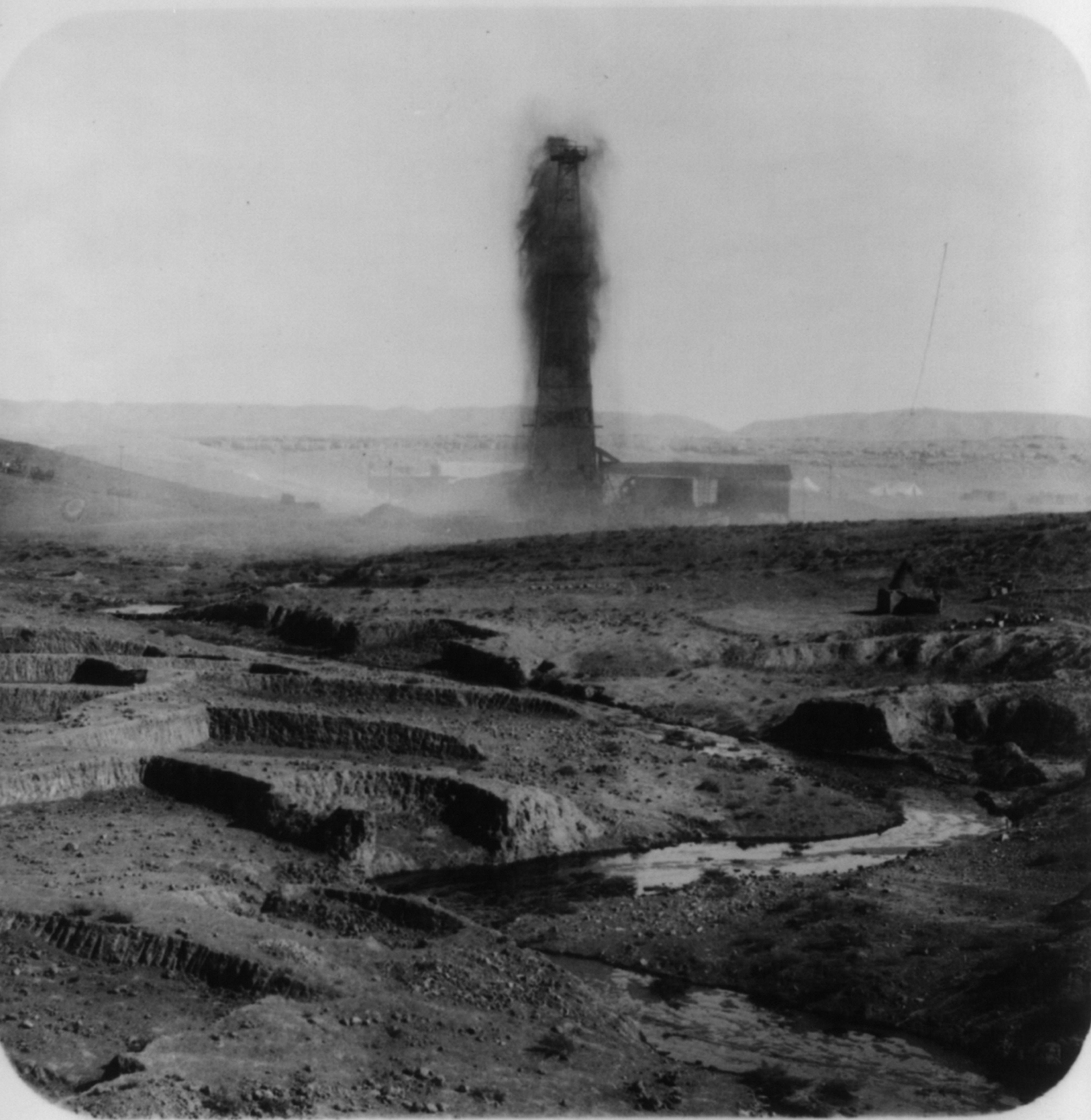
Нафтовий фонтан на свердловині «Баба-Гур-Гур № 1» поблизу Кіркука — відкриття одного з найбільших нафтових родовищ світу (1927)

Аварійне фонтанування (англ. accidental flowing) — раптове відкрите фонтанування нафтових і газових свердловин.

## Загальний опис
Тиск в нафтогазоносних пластах, що розкриваються, буває настільки високим, що іноді разом із глинистим розчином, нафтою, газом і водою зі стовбурів, що буряться при аварійному фонтануванні викидається навіть буровий інструмент.
Найбільший нафтовий фонтан було відкрито свердловиною промисловця Субалова в Бібі-Ейбаті 1892 р. Протягом 1893 р. свердловина дала майже 300 тис. т нафти, а всього (до вичерпання припливу наприкінці 1894 р.) — 453 тис. т.
Аварійне фонтанування нафтогазоводяної суміші може тривати від декількох діб до 2 — 3 років (наприклад, свердловина 61 Степова — 132 доби, сверд. 6 Павловська — 194 доби, сверд. 125 Глинсько — Розбишівська — 197 діб, сверд. 10 Матвіївська — 453 доби, а сверд. 35 Західно — Хрестищенська –– 661 доба.
Попередження відкритого аварійного фонтанування забезпечується протитиском стовпа промивальної рідини на вибій. Для цього, як правило, необхідно, щоб тиск стовпа промивальної рідини в стовбурі свердловини на вибій на 10 ‒ 15 % перевищував очікуваний вибійний тиск. Це досягається шляхом застосування промивальної рідини відповідної густини: наприклад, використовують крейдяний розчин з домішками бариту або гематиту.
Фонтани, що виникають на нафтових і газових свердловинах, умовно можна ідентифікувати як нафтові, газонафтові та газові.
Нафтові фонтани — це фонтанування свердловини з великим дебітом нафти (1500—2000 т/добу і більше) і набагато меншою кількістю газу (750 тис. м3/добу). Прийнято вважати, що 1,0 т нафти еквівалентна 1000 м3.
Газонафтові фонтани ‒ це фонтанування свердловини з дебітом, де вміст газу більше 50 % об'ємних, а нафти менше 50 % об'ємних.
Газові фонтани ‒ це фонтанування свердловини з дебітом, із вмістом газу 95 ‒ 100 % об'ємних.
За дебітом газові і газонафтові фонтани умовно поділяються на:
‒ слабкі, з дебітом газу до 500 тис. м3/добу;
‒ середні, з дебітом від 500 тис. м3/добу до 1000 тис. м3/добу;
‒ потужні, з дебітом від 1000 тис. м3/добу і більше.
Дебіт фонтану та наявність у ньому нафти, орієнтовно визначається за наступними ознаками:
‒ фонтан горить світло-жовтим полум'ям;
‒ висота полум'я: для слабкого фонтану коливається в межах 40 ‒ 50 м; для середнього фонтану ‒ 50 ‒ 70 м; для потужного фонтану ‒ 70 — 90 м (фонтанування супроводжується сильним шумом — ревом).
Газонафтовий фонтан горить оранжевим полум'ям і висота полум'я дещо більша, ніж у газового фонтану (часом з'являється чорний дим).
Нафтовий фонтан горить оранжевим полум'ям з виділенням значної кількості чорного диму.
Залежно від стану гирла свердловини та форми факела пожежі газових та газоконденсатних фонтанів поділяються на такі види:
‒ фонтанування відбувається через обсадну колону (гирло свердловини не пошкоджене) ‒ струмінь фонтану цілий і спрямований вгору;
‒ на гирлі є бурове обладнання (ротор та ін.) ‒ струмінь фонтану роздроблений і спрямований вгору та в сторони;
‒ експлуатаційна свердловина, обладнана фонтанною арматурою, ‒ горіння протікає у вигляді вертикального та горизонтального струменів;
‒ експлуатаційна свердловина, обладнана фонтанною арматурою, горіння газу, що виходить через нещільність фланцевих з'єднань, протікає у вигляді суцільного широкого полум'я.

## Ліквідація аварійного фонтанування
Окремою сторінкою історії видобування нафти, газу і конденсату є боротьба з відкритими нафтовими та газовими фонтанами, що можуть супроводжувати процеси розвідки та експлуатації нафтових і газових покладів. На початках нафтогазовидобування з цією проблемою боролися буровики та нафтогазовидобувники. У першій третині ХХ ст.. великі нафтогазовидобувні компанії створюють спеціалізовані служби для ліквідації відкритих фонтанів, які базуються у центрах нафтогазовидобутку. Вперше у 1930-х роках такі структури створені у США (Хюстон, Техас), в Азербайджані та Грозненському нафтовому регіоні. Пізніше, у 1960-х роках, спеціалізовані служби ліквідації фонтанів створені в Канаді, Україні, у 1980-х роках — у Румунії, Китаї та ін.
Сучасна "Спеціалізована аварійно-рятувальна (газорятувальна) служба «ЛІКВО» АТ «Укргазвидобування» є правонаступницею української воєнізованої частини з попередження виникнення та ліквідації відкритих нафтових і газових фонтанів, що була утворена у грудні 1971 року. Спеціалісти української аварійно-рятувальної служби тривалий час забезпечували фонтанну безпеку на всій європейській території СРСР (включно шельфи Баренцевого, Карського, Білого морів та підземні сховища газу в РРСФР). Під керівництвом та за участі українських фахівців ліквідовано понад 100 відкритих нафтових та газових фонтанів та проведено понад 200 складних аварійно-рятувальних робіт на свердловинах. Крім того, створено повний комплекс обладнання для ліквідації відкритих фонтанів, який використано для укомплектування технічного парку газовидобувних підприємств ряду країн, зокрема, Казахстану, Узбекистану, РФ, Туркменістану, В'єтнаму, Польщі.
Відкрите фонтанування відноситься до аварійних ситуацій і в даний час досить рідкісне. Для попередження відкритого фонтанування навіть при непередбачуваному аварійному порушенні гирлової арматури використовують відсікачі, які встановлені в свердловині і які при порушенні заданого технологічного режиму її роботи відсікають продукцію пласта і її надходження до підйомника. Існує багато різних конструкцій відсікачів.
Гасіння всіх зазначених видів пожеж з урахуванням того, що територія, яка оточує свердловину, очищена від бурового обладнання та охолоджена, здійснюють декількома способами:
‒ слабкі та середні фонтани першого виду гасять зазвичай водяними струменями, що подаються від ручних та лафетних стволів. Струмені води направляються в основу фонтану — синхронно піднімаючи струмені води вгору по стовбуру фонтану до повного відриву полум'я;
‒ у другому випадку спочатку забирають з гирла свердловини бурове обладнання для того, щоб струмінь фонтану бив тільки вгору і після цього пожежа гаситься методами, що застосовуються в першому випадку;
‒ у третьому випадку гасіння пожежі здійснюють після ліквідації горіння бокового струменя, і після цього пожежа гаситься методами, що застосовуються у першому випадку;
‒ у четвертому випадку гасіння пожежі здійснюють водою за допомогою ручних та лафетних стволів. Якщо через роздробленість струменя гарячого газу полум'я відірвати не вдається, то необхідно створити між фонтанною арматурою і полум'ям не палаючу зону газу довжиною 4 — 5 м, рахуючи від свердловини по горизонталі, і потім за допомогою вибуху заряду або спеціального автомобіля газоводяного гасіння відірвати полум'я.
Подача вибухової речовини до гирла свердловини здійснюється двома способами:
‒ по сталевому тросу, перекинутому через блоки, підвішені на спеціальних опорах-щоглах;
‒ на візку з похилими рейковими коліями, прокладеними до гирла свердловини.
Застосування того чи іншого способу залежить від потужності фонтану та ситуації, що склалась.

## Нотатки
1. ↑  "Спеціалізована аварійно-рятувальна (газорятувальна) служба «ЛІКВО» АТ «Укргазвидобування». Архів оригіналу за 12 жовтня 2018. Процитовано 20 грудня 2018.